# Acacia arcuatilis
Acacia arcuatilis é uma espécie de leguminosa do gênero Acacia, pertencente à família Fabaceae.